# Julian Hammond
Julian Clifton Hammond (Chicago, 27 maggio 1943 – Centennial, 8 ottobre 2022) è stato un cestista statunitense, professionista nella ABA.

## Carriera
È stato selezionato dai Los Angeles Lakers al nono giro del Draft NBA 1966 (82ª scelta assoluta).

## Palmarès
- Cinquantottesimo migliore rimbalzista di sempre ABA